# Belchamp St Paul
Belchamp St Paul – wieś w Anglii, w hrabstwie Essex, w dystrykcie Braintree. Leży 37 km na północ od miasta Chelmsford i 79 km na północny wschód od Londynu. W 2001 miejscowość liczyła 331 mieszkańców.